# Großniedesheim
Großniedesheim là một đô thị thuộc bang Rhein-Pfalz-Kreis, bang Rheinland-Pfalz, Đức. Đô thị này có diện tích 4 km², dân số thời điểm 31 tháng 12 năm 2006 là 1393 người.

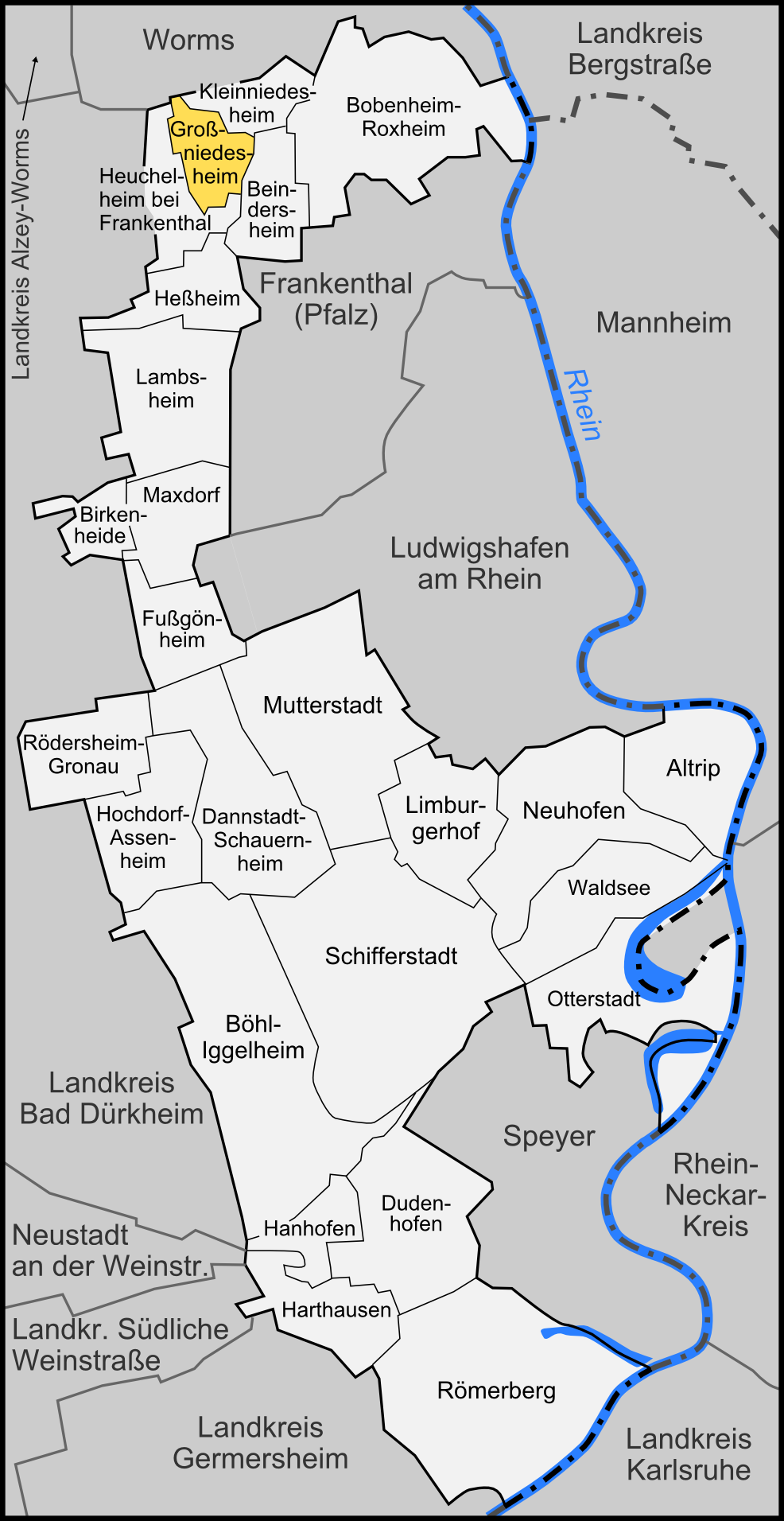